# Silvano Ciampi
Pour les articles homonymes, voir Ciampi.
Silvano Ciampi (né le 22 février 1932 à Maresca, frazione de la commune de San Marcello Pistoiese, dans la province de Pistoia, et mort le 22 avril 2022 à Pistoia en Toscane) est un coureur cycliste italien .

## Biographie
Professionnel de 1957 à 1965, Silvano Ciampi a notamment remporté deux étapes du Tour d'Italie et plusieurs semi-classiques italiennes.

## Palmarès

### Palmarès amateur
- 1952
  - Florence-Viareggio
  - 3e de la Coppa Pietro Linari
- 1953
  - 3e de Florence-Viareggio
- 1955
  - 2e de la Coppa Pietro Linari
  - 3e de la Coppa 29 Martiri di Figline di Prato
- 1956
  - Trophée Mauro Pizzoli
  - Coppa Lanciotto Ballerini
  - Florence-Viareggio
  - Gran Premio Industria del Cuoio e delle Pelli

### Palmarès professionnel
| - 1957 - 3e étape du Tour de Sicile - Tour du Piémont - Grand Prix de l'industrie et du commerce de Prato - Trophée Matteotti - 2e de la Coppa Bernocchi - 1958 - 6e étape du Tour d'Italie - 3e du Tour de la province de Reggio de Calabre - 1959 - Tour des Apennins - Tour de Romagne - Tour du Piémont - 2e du Trophée Matteotti - 8e de Milan-San Remo | - 1960 - Trofeo Longines (contre-la-montre par équipes) - 9e du Tour de Lombardie - 1961 - 14e étape du Tour d'Italie - 4e et 7e étapes de Rome-Naples-Rome - 2e du Trofeo Fenaroli - 3e du Grand Prix Ceramisti - 1962 - Tour de Campanie - 3e du Trophée Matteotti - 1963 - 2e du Tour d'Émilie - 3e du Tour du Latium |

## Résultats sur les grands tours

### Tour d'Italie
8 participations
- 1957 : abandon
- 1958 : abandon, vainqueur de la 6e étape
- 1959 : 80e
- 1960 : abandon
- 1961 : abandon, vainqueur de la 14e étape
- 1962 : abandon (14e étape)
- 1963 : 50e
- 1964 : 54e